# Panorama (film)
 (octobre 2021).
Si vous disposez d'ouvrages ou d'articles de référence ou si vous connaissez des sites web de qualité traitant du thème abordé ici, merci de compléter l'article en donnant les références utiles à sa vérifiabilité et en les liant à la section « Notes et références ».
Pour les articles homonymes, voir Panorama (homonymie).
Panorama est un court métrage français réalisé par Marinca Villanova en 2005.

## Fiche technique
- Titre : Panorama
- Réalisation : Marinca Villanova
- Scénario : Noëlle Renaude et Marinca Villanova
- Production :
- Pays d'origine :  France
- Format : couleur - son stéréophonique
- Genre :
- Durée : 14 minutes
- Date de sortie : 2005 (France)
- Musique originale :
- Image :
- Montage :
- Décors :

## Distribution
- Patrick Bonnel : le père
- Elli Medeiros : la mère
- Benjamin Bellecour : le fils
- Héloïse Adam : la fille